# アルフレッド・イーノック
アルフレッド・ルイス・イーノック（Alfred Lewis Enoch、1988年12月2日 - ）は、イギリス・ロンドン出身の俳優。愛称はアルフィー（Alfie）。
『ハリー・ポッター』シリーズでディーン・トーマス役を演じた。

## 来歴・人物
父親はイングランド出身の俳優ウィリアム・ラッセル、母親はブラジル出身の医者。映画に出る以前からNational Youth Music Theatreに所属し、グローブ座などで舞台に出演。
リー・ジョーダン役を希望して『ハリー・ポッター』シリーズのオーディションを受けたが年齢の関係でディーン役に決まった。
母の故郷ブラジルのサルバドールで1年間暮らしたこともありポルトガル語も得意。
2008年には、オックスフォード大学のクィーンズ・カレッジに通っていた。

## フィルモグラフィ

### 映画
| 年   | 邦題 原題                                                                      | 役名               | 備考 |
| ---- | ------------------------------------------------------------------------------ | ------------------ | ---- |
| 2001 | ハリー・ポッターと賢者の石 Harry Potter and the Philosopher's Stone            | ディーン・トーマス |      |
| 2002 | ハリー・ポッターと秘密の部屋 Harry Potter and the Chamber of Secrets           | ディーン・トーマス |      |
| 2004 | ハリー・ポッターとアズカバンの囚人 Harry Potter and the Prisoner of Azkaban    | ディーン・トーマス |      |
| 2005 | ハリー・ポッターと炎のゴブレット Harry Potter and the Goblet of Fire           | ディーン・トーマス |      |
| 2007 | ハリー・ポッターと不死鳥の騎士団 Harry Potter and the Order of the Phoenix     | ディーン・トーマス |      |
| 2009 | ハリー・ポッターと謎のプリンス Harry Potter and the Half-Blood Prince          | ディーン・トーマス |      |
| 2011 | ハリー・ポッターと死の秘宝 PART2 Harry Potter and the Deathly Hallows - Part 2 | ディーン・トーマス |      |

### テレビシリーズ
| 年        | 邦題 原題                                        | 役名                           | 備考                           |
| --------- | ------------------------------------------------ | ------------------------------ | ------------------------------ |
| 2013      | ブロードチャーチ〜殺意の町〜 Broadchurch         | アレックス                     | 第1シーズン第1話「少年の嘆き」 |
| 2014      | SHERLOCK Sherlock                                | バインブリッジ                 | 第3シーズン第2話「三の兆候」   |
| 2014-2020 | 殺人を無罪にする方法 How to Get Away with Murder | ウェス・ギブンズ               | 計47話出演                     |
| 2014-2020 | 殺人を無罪にする方法 How to Get Away with Murder | クリストファー・カスティーリョ | 計2話出演                      |
| 2018      | トロイ伝説: ある都市の陥落 Troy: Fall of a City  | アイネイアス                   | ミニシリーズ 計8話出演         |
| 2021      | ファウンデーション Foundation                    | レイチ・セルダン               |                                |